# Paliativní péče
Paliativní péče (česky útěšná či úlevná péče) je komplexní, aktivní a na kvalitu života orientovaná péče poskytovaná pacientovi, který trpí nevyléčitelnou chorobou v pokročilém nebo terminálním stadiu. Cílem paliativní péče je zmírnit bolest a další tělesná a duševní strádání, zachovat pacientovu důstojnost a poskytnout podporu jeho blízkým. Jejím cílem není zlepšení stavu klienta, ale pokojný a důstojný odchod bez bolestí. Podrobně o paliativní péči hovoří Doporučení (2004) 23 Výboru ministrů Rady Evropy O organizaci paliativní péče.
Potřeby pacientů v pokročilých stadiích nevyléčitelných nemocí a z nich plynoucí potřeba paliativní péče závisí na:
- základním onemocnění
- stupni jeho pokročilosti (pokročilá, ale relativně kompenzovaná stadia, preterminální a terminální stadia onemocnění)
- přítomnosti více závažných onemocnění současně
- pacientově věku a sociální situaci (míra sociální podpory ze strany rodiny a přátel, finanční situace apod.)
- psychickém stavu (kognitivní a emoční stav, míra informovanosti, duchovní orientace atd.).

Podle komplexnosti péče nutné k udržení dobré kvality života je účelné dělit paliativní péči na obecnou a specializovanou.

## Obecná paliativní péče
Obecnou paliativní péčí rozumíme dobrou klinickou praxi v situaci pokročilého onemocnění, která je poskytována zdravotníky v rámci jejich jednotlivých odborností. Jejím základem je sledování, rozpoznání a ovlivňování toho, co je významné pro kvalitu pacientova života (např. léčba nejčastějších symptomů, respekt k pacientově autonomii, citlivost a empatická komunikace s pacientem a jeho rodinou, manažerská zdatnost při organizačním zajištění péče a při využití služeb ostatních specialistů, zajištění domácí ošetřovatelské péče atd.). Obecnou paliativní péči by měli umět poskytnout všichni zdravotníci s ohledem na specifika své odbornosti.

## Specializovaná paliativní péče
Specializovaná paliativní péče je aktivní interdisciplinární péče poskytovaná pacientům a jejich rodinám týmem odborníků, kteří jsou v otázkách paliativní péče speciálně vzděláni a disponují potřebnými zkušenostmi. Poskytování paliativní péče je hlavní pracovní náplní tohoto týmu.
Základní formy specializované paliativní péče:
- zařízení domácí paliativní péče, tj. domácí (případně „mobilní“) hospic
- hospic jako samostatně stojící lůžkové zařízení poskytující specializovanou paliativní péči
- oddělení paliativní péče v rámci jiných lůžkových zdravotnických zařízení (tj. především v rámci nemocnic a léčeben)
- konziliární tým paliativní péče v rámci zdravotnického zařízení (nemocnice nebo léčebny)
- specializovaná ambulance paliativní péče
- denní stacionář paliativní péče („denní hospicový stacionář“)
- zvláštní zařízení specializované paliativní péče (např. specializované poradny a tísňové linky, zařízení určená pro určité diagnostické skupiny atd.)

## Česká republika
Zákon o zdravotních službách č. 372/2011 Sb. rozeznává paliativní péči jako jeden z druhů zdravotní služby a jednoznačně ji zařazuje do systému zdravotní péče. Samotná definice paliativní péče je však v tomto zákoně velmi široká a soustředí se na účel jejího poskytování (§ 5, odst. 2 písm. h). Novela tohoto zákona platná od 1. 1. 2018 zahrnuje také pojem hospic (§ 44a).
Zákon o veřejném zdravotním pojištění č. 48/1997 Sb. uvádí paliativní péči jako jednu z forem péče hrazené ze zdravotního pojištění. Navazuje na něj úhradová vyhláška umožňující pojišťovnám nasmlouvat a proplácet mobilní specializovanou paliativní péči. Konkrétně se jedná o úhradu v odbornosti 926 – domácí paliativní péče, a to formou ošetřovacího dne. 
Zákon o sociálních službách č. 108/2006 Sb. upravuje pouze problematiku poskytování sociálních služeb ve speciálních lůžkových zdravotnických zařízeních hospicového typu.
Adresář služeb pro nevyléčitelně nemocné a jejich blízké na území ČR zveřejnila a udržuje organizace Cesta domů.